# Tonight (Jonas Brothers)
Tonight è il terzo singolo ad essere stato pubblicato dalla band Jonas Brothers del loro terzo album A Little Bit Longer. Il video contiene delle scene dei jonas brothers anche dietro il Backstage. Il titolo significa "Stasera".

## Charts
| Chart (2008-2009)          | Peak position |
| -------------------------- | ------------- |
| Billboard Canadian Hot 100 | 13            |
| U.S. Billboard Hot 100     | 8             |
| U.S. Billboard Pop 100     | 22            |